# Lüttgenrode
Lüttgenrode là một đô thị thuộc huyện Harz, bang Sachsen-Anhalt, Đức. Đô thị Lüttgenrode có diện tích 16,15 km², dân số thời điểm ngày 31 tháng 12 năm 2006 là 728 người.